# A Última das Guerras
To End All Wars (bra/prt: A Última das Guerras) é um filme estadunidense de 2001 dirigido por David L. Cunningham, baseado no livro autobiográfico de Ernest Gordon que conta suas experiências num campo de concentração japonês durante a Segunda Guerra Mundial.

## Enredo
O filme se passa num campo de trabalho de prisioneiros de guerra japoneses onde os reclusos constroem a estrada-de-ferro da Birmânia durante os últimos três anos e meio da Segunda Guerra Mundial. O capitão Ernest Gordon foi comandante de companhia com o 2º Batalhão, Argyll e Sutherland Highlanders, que lutou em várias batalhas na Campanha Malaia e na Batalha de Singapura antes de ser capturado e feito prisioneiro de guerra pelos japoneses.

## Elenco
- Robert Carlyle como Campbell
- Kiefer Sutherland como Lt. Jim Reardon
- Ciarán McMenamin como Ernest Gordon
- Mark Strong como Dusty
- Sakae Kimura como Ito
- Masayuki Yui como Noguchi
- James Cosmo como McLean
- John Gregg como Dr. Coates
- Shu Nakajima como Nagatomo
- Yugo Saso como Takashi Nagase
- Pip Torrens como Foxworth
- Adam Sinclair como Jocko
- Winton Nicholson como Duncan
- Greg Ellis como Primrose
- James McCarthy como Norman

## Produção
Foi filmado principalmente na ilha de Kauai, Hawaii, com alguns excertos de fotografias da Tailândia. O filme foi classificado como R nos EUA por conter a violência e brutalidade da guerra, e por causa de sua linguagem. O filme foi produzido por Jack Hafer e David Cunningham.
O roteiro baseia-se na autobiografia de Ernest Gordon e narra as experiências de fé e esperança dos homens internados. A autobiografia foi originalmente publicada sob o nome de Through the Valley of the Kwai e mais tarde como "Miracle on the River Kwai" (não confundir com "The Bridge over the River Kwai de Pierre Boulle"). O livro de Gordon foi finalmente reeditado com o título "To End All Wars" (Para Fim de Todas as Guerras) para se ligar ao filme.
A pós-produção das filmagens do filme foi atrasada devido à falta de financiamento, que acabou por ser fornecido pela Gold Crest Films.

## Recepção
Na página de agregação de críticas do website Rotten Tomatoes, o filme tem uma pontuação de 62% com base em críticas de 13 críticos, com uma média de 5,9/10. O filme recebeu o Crystal Heart Award e o Grand Prize for Dramatic Feature no Heartland Film Festival. Uma crítica no Variety é principalmente negativa.